# Wolfgang Kosack
Wolfgang Kosack (Berlijn, 29 oktober 1943) is een Duitse egyptoloog, koptoloog en auteur.
Kosack staat bekend als deskundige op het gebied van de Koptische cultuur en geschiedenis. Hij promoveerde in 1970 aan de Universiteit van Bonn op het proefschrift Die Legende im Koptischen. Untersuchungen zur Volksliteratur Ägyptens. Hij woont en werkt in Berlijn.
- Bibliothèque nationale de France: cb12841308g (data)
- CiNii: DA07008805
- Gemeinsame Normdatei: 138493553
- International Standard Name Identifier: 0000 0003 9968 0431
- Library of Congress Control Number: n85108606
- Nationale bibliotheek van Australië: 35787051
- Nationale Bibliotheek van Israël: 987007273193505171
- Nederlandse Thesaurus van Auteursnamen: 102647534
- Réseau des bibliothèques de Suisse occidentale: 02-A003469270
- Système universitaire de documentation: 129546046
- Virtual International Authority File: 294816789
- WorldCat: E39PBJpjfvW6hQ938kKTkfYByd